# Centro hospitalar universitário Vaudois

O Centro hospitalar universitário Vaudois  (CHUV) - em francês:  Centre hospitalier universitaire vaudois - vulgarmente conhecido como Hospital cantonal de Lausana, é o principal hospital de Lausana, Suíça com mais de 9 000 colaboradores, e é uma das maiores empresas do cantão de Vaud.
Estreitamente ligado à Universidade de Lausana (UNIL), o CHUV é um dos cinco hospitais  universitários da Suíça com os de Bâle, Berne, Genève (HUG) e Zurique.
Le CHUV est étroitement lié à la Faculté de biologie et de médecine de l’Université de Lausanne (UNIL) afin d’assurer la formation prégraduée et postgraduée. À ce titre, le Département de la formation et de la recherche est dirigé par la doyenne de la Faculté qui gère ainsi les volets académiques des activités de l'institution.

## História
As origens do CHUV remontam ao século XIII pois que a Maison-Dieu e o Hospício de Villeneuve foram fundados em 1236. A venda, no século XIX de uma parte dos bens serviram à criação de um hospital cantonal em Lausana, que será aumentado e modernizado com os anos.

### 1236
Foi e 1236 que Aimão de Saboia, senhor de Agaune e do Chablais Saboiardo funda a Maison-Dieu e o Hospício de Villeneuve. Pela acta de doação assinada em Chillon  a 25 de junho de 1236, ele dota esta instituição de bens e privilégios, e entre as quais as vinhas que ainda hoje existem. 
Hospício de benemerência, o hospital de Villeneuve ofereceia leitos e alimento aos pobres e sobretudo aos peregrinos com um máximo de 1 100 hóspedes no século XIII .

### Hospital cantonal
Em Lausana, o Hospital Notre-Dame ou o Grande Hospital como era chamado, foi dedicado à Virgem Maria. Ele foi aumentado regularmente desde a sua construção em 1766.
1806
A 22 de maio de 1806, o Grande Conselho vaudois (o órgão legislativo do cantão) decide la cessação das actividades do Hospital de Villeneuve 1 de novembro de 1806. A venda serviu à construção do Hospital cantonal de Lausana
Nessa altura  o Hôpital Notre-Dame além dos doentes o hospital também tratava detidos de direito comum e doentes mentais e subsistirá como hospital até 1874 altura em que será transformado numa escola . 

## Departamentos
O CHUV comporta mais de 12 departamentos e é particularmente reconhecido pelos seus serviços de oftalmologia no Hôpital ophtalmique Jules-Gonin.

## Imagens

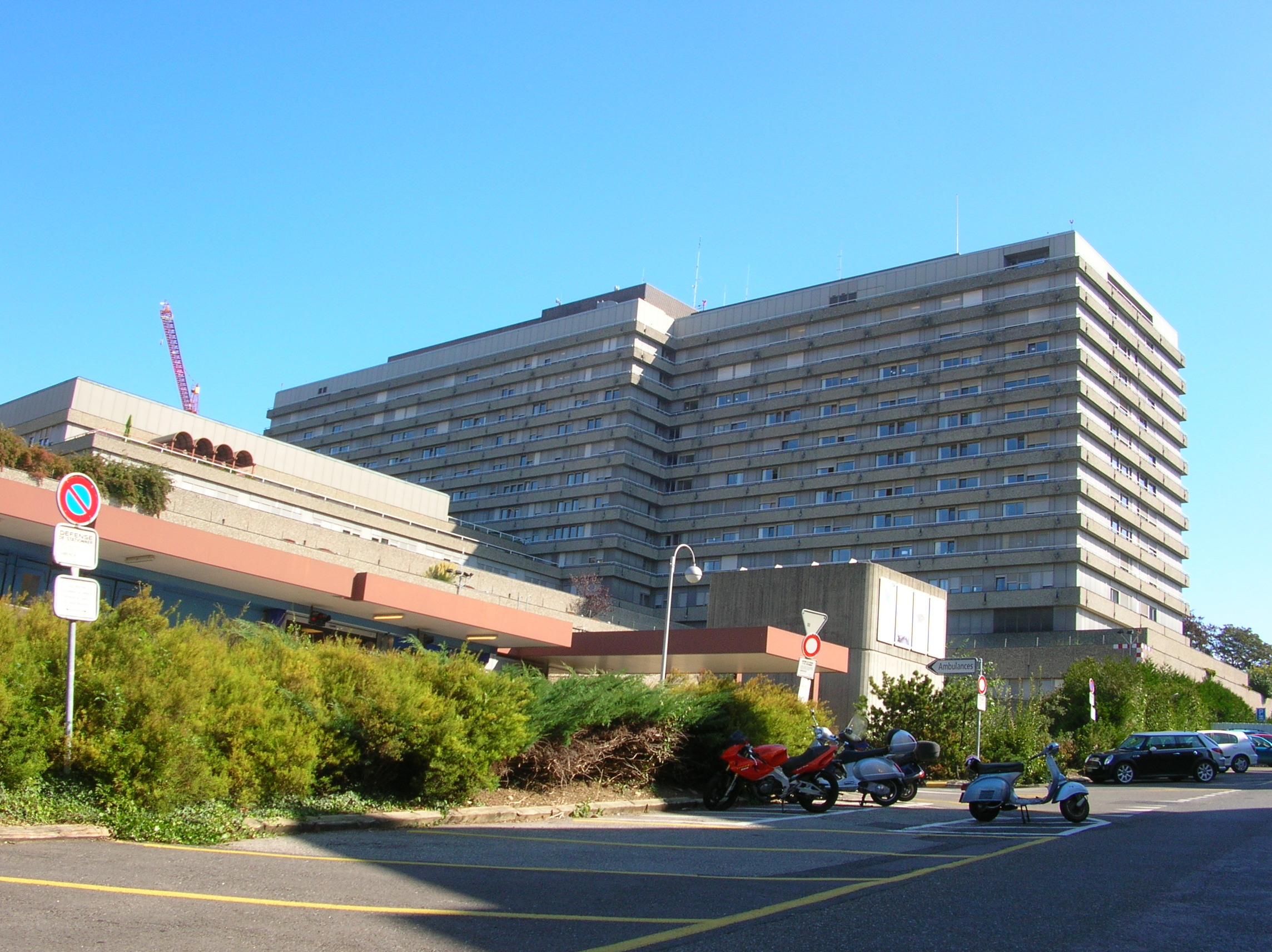
CHUV
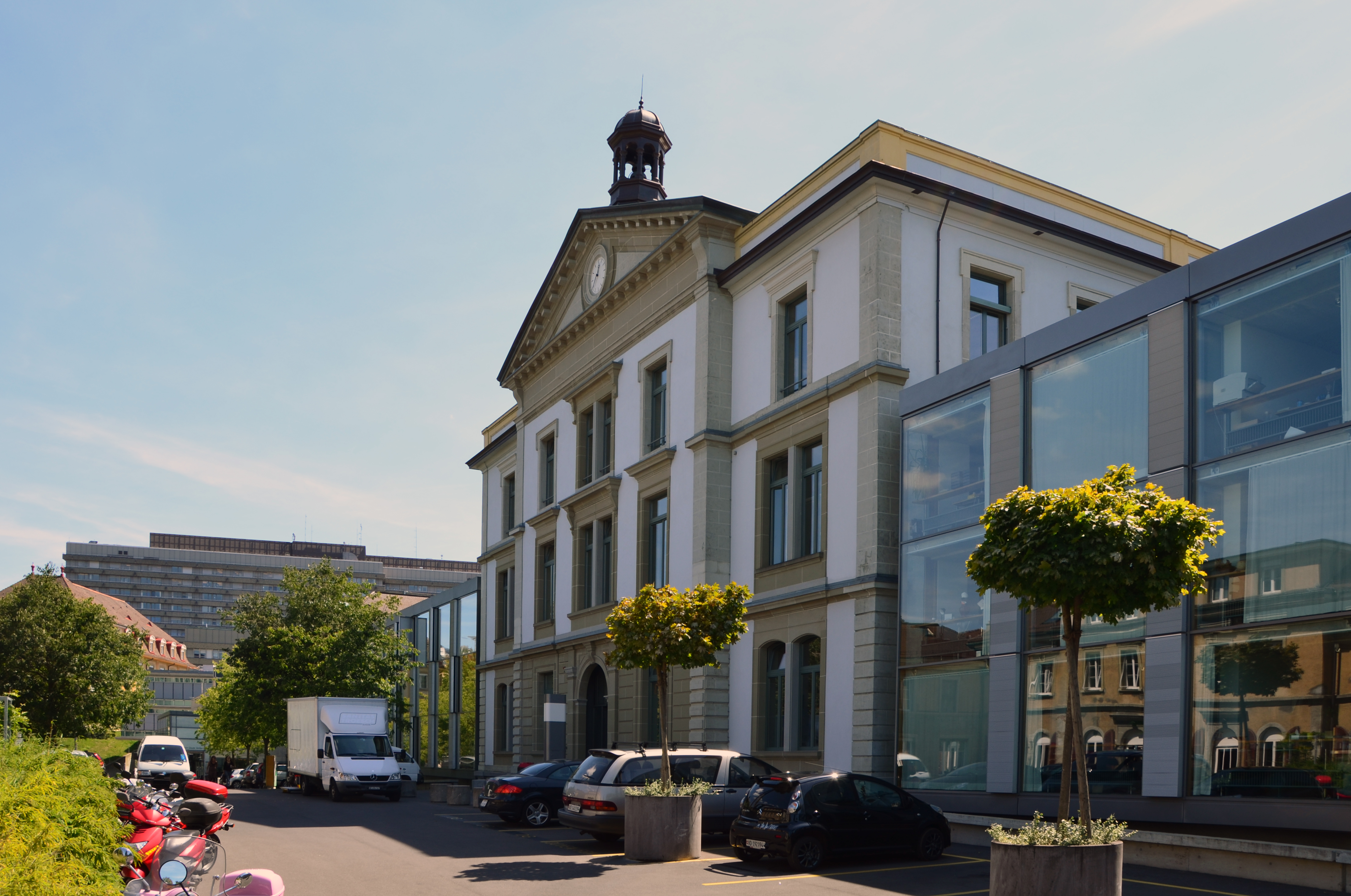
O primeiro Hospital cantonal de Lausana
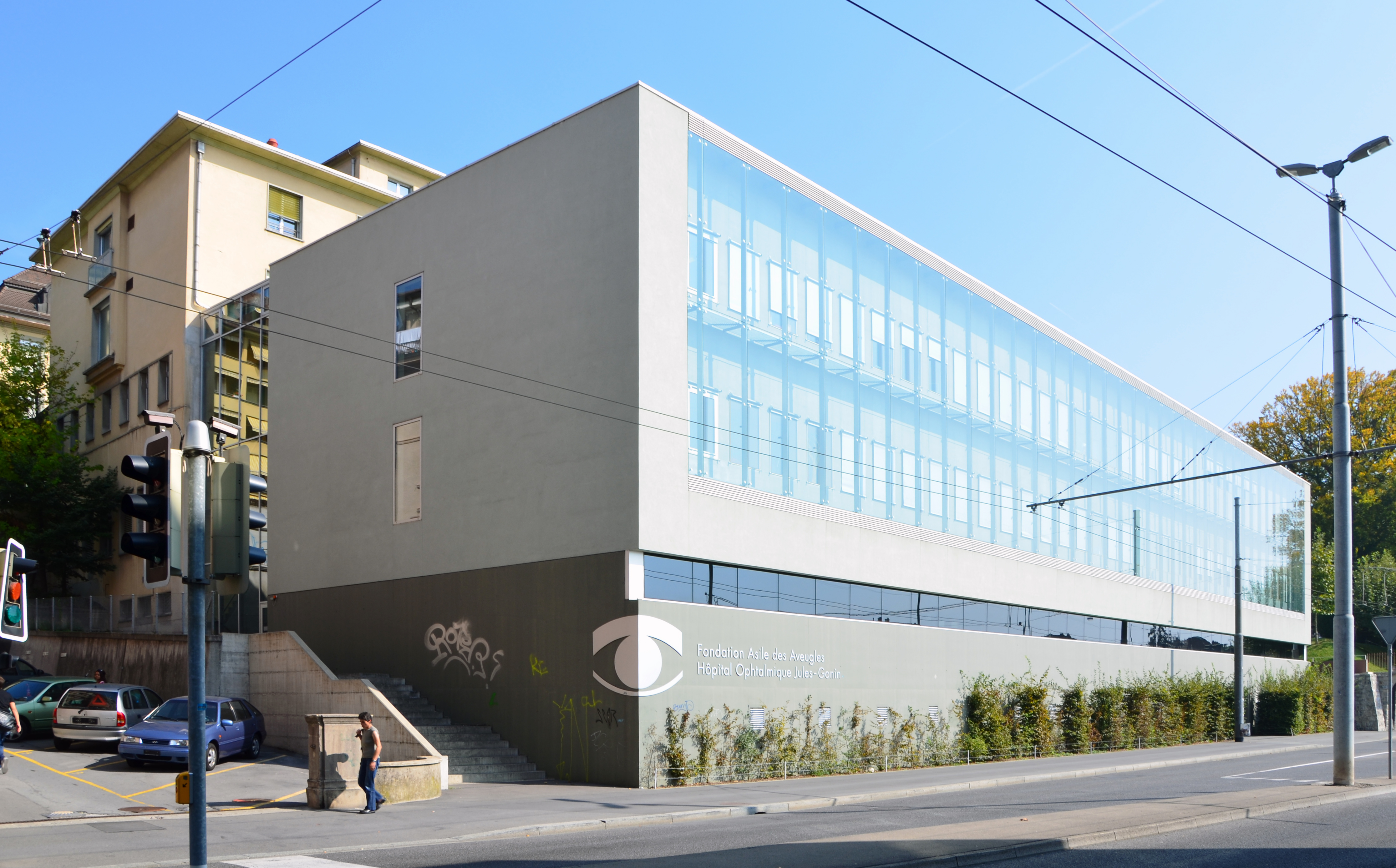
Hôpital ophtalmique Lausanne